# ترولهتان
شهر ترولهتان (به سوئدی: Trollhättan) در ناحیه شهری ترولهتان در کشور سوئد واقع شده است. طبق سرشماری سال ۲۰۱۰، جمعیت این شهر ۴۶٬۴۵۷ نفر است.